# Freak Out (2015)
Freak Out ist eine israelische Horror-Komödie von Boaz Armoni aus dem Jahr 2015.

## Handlung
Matan ist Wehrdienstleistender in der israelischen Armee. Sehr angetan ist Matan davon nicht. Nun soll er auch noch eine Woche lang Wachdienst in einer Militäranlage in Nordisrael schieben. Auf den Weg zur Kaserne steigen seine Kollegen Stas, Uzi und Ishay ein. Die drei Freunde ziehen den schmächtigen Einzelgänger mächtig auf. So beleidigen sie zunächst die Gäste in einem arabischen Restaurant und prellen die Zeche, indem sie Matan alleine da sitzen lassen. Matan flüchtet zurück in den Bus, wo die Schikanen weitergehen. Auf ihrem Posten angekommen, treffen sie auf Hauptmann Roy, der scheinbar eine ruhige Kugel schiebt. Sein Kollege, mit dem er sich alle sieben Tage abwechselt, wäre sehr viel strenger.
Die vier Soldaten geraten in Streit um die Wache. Statt der vorgeschriebenen zwei Personen soll nur eine in der Nacht Wache halten. Auch hier schikanieren sie den verängstigten Matan und verhindern einen Anruf bei seinem Vater, der einen bedeutenden Posten beim Militär hat und ihn rausholen soll. Als sie dann noch Roy überreden, ohne Matan in die Stadt zu fahren, ist dieser endgültig am Boden zerstört. Während seiner Wache kommt es zu seltsamen Vorkommnissen und er versucht, die nächstgelegene Basis zu erreichen. Doch der Funk ist gestört. Schließlich denkt er, er wird von einer palästinensischen Miliz attackiert und versteckt sich im Bunker, wo er auf eine Leiche stößt. Seine Uniform ist komplett blutverschmiert. Als er schreiend in die Hände der „Palästinenser“ fällt, stellen diese sich als seine Kameraden heraus, die ihn erneut aufziehen wollten. Matan ist zunächst wütend, aber dennoch erleichtert, doch dann entdecken die Kameraden das Blut an ihm. Roy erzählt, es sei einmal ein palästinensischer Junge ins Lager gekommen und habe seinen Hund dort pinkeln gelassen, wodurch das Wasser versucht war. Als der Junge das nächste Mal wiederkam, habe er versehentlich seinen Hund erschossen.
Die Kameraden glauben zunächst die geschichte, gehen dann aber auf die Suche und müssen feststellen, dass es sich um menschliche Überreste handelt. Roy hat vermutlich den Jungen erschossen und versucht dies zu vertuschen. Es stellt sich heraus, das der andere Hauptmann gar nicht existiert, sondern Roy beide spielt. Außerhalb der Armee hat er kein Leben und deshalb bleibt er immer auf der Station. Er beginnt nun die anderen Soldaten zu töten. Schließlich lebt nur noch Martan, der sich ihm entgegenstellt und dem es gelingt, ihn zu töten.

## Hintergrund
Der Film erschien in Deutschland am 9. Dezember 2016 über Maritim Pictures  als Blu-Ray und DVD. Der Film baut sich sehr langsam auf und entwickelt sich erst im letzten Drittel zu einem Slasher.

## Kritiken
Der Film wurde überwiegend positiv rezipiert. Negativ wurde angemerkt, das er recht vorhersehbar sei und kaum Überraschungen bereithalte. Positiv wurde die Charakterzeichnung von Martan beurteilt, sowie die spezielle Dramaturgie und das interessante Setting.
Cinema.de schrieb: „Genrefans aufgepasst: Der zweite Langfilm von Boaz Armoni mutiert erst im letzten Akt zu einem deftigen Slasher. Bis dahin bleibt es bei dunklen Andeutungen. Spannung ergibt sich vor allem aus dem Zusammenspiel der Figuren und einem Gefühl von Isolation. Fazit: Spezielle Dramaturgie, interessantes Setting.“